# Jan Hermerschmidt

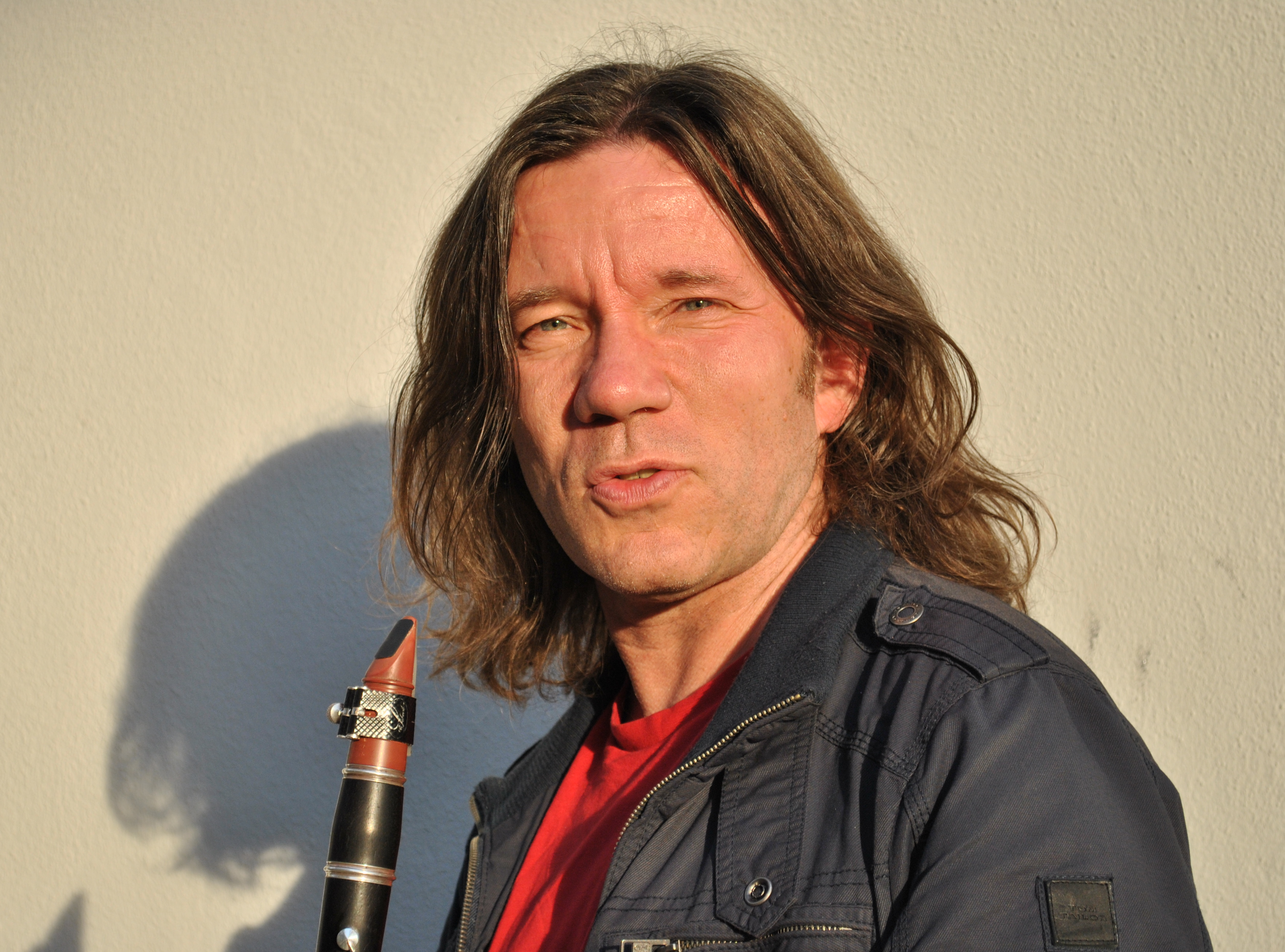
Jan Hermerschmidt

Jan Hermerschmidt (* 4. Mai 1966 in Ost-Berlin) ist ein deutscher Klarinettist.

## Leben
Jan Hermerschmidt begann im Alter von neun Jahren Klarinette zu spielen. Er ist Studiomusiker in Deutschland, vor allem für jüdische und Balkan-Musik. Er ist außerdem Arrangeur und Theatermusiker und unterrichtet Klarinette in Berlin.

## Musikalischer Lebenslauf
Nachdem er zunächst Blockflöte lernte, erhielt er ab 1975 an der Musikschule Friedrichshain Klarinettenunterricht bei Alexander Thiem und Manfred Michel. Von 1978 bis 1984 besuchte er die EOS „Georg-Friedrich-Händel“ in Berlin-Friedrichshain, eine Spezialschule für Musik. Dort erhielt er eine spezielle Kammermusik-, Orchester-, Chor- und musiktheoretische Ausbildung.
Nach dem Abitur und dem Wehrdienst in einem Musikkorps studierte er von 1987 bis 1992 an der Musikhochschule „Hanns Eisler“ Berlin bei Manfred Rümpler Klarinette und Musikpädagogik. Während des Studiums begann er sich mit Musikstilen außerhalb der klassischen Musik zu beschäftigen. Seit 1988 ist er Klarinettist bei der deutschen Band Aufwind, die jiddische Lieder und Klezmer spielt.
1992 lernte er Simon-Jakob Drees kennen. Sie spielten zusammen in der Band Ahava Raba, die frei und improvisatorisch mit Klezmer, aber auch anderen Musikstilen umgeht. Mit Volker Schindel, einem Akkordeonisten, Pianisten und Pädagogen, setzte er seine musikalischen Experimente fort. Er arbeitete an einem seiner Kammermusikprojekte mit. Später gründeten Schindel und Hermerschmidt das Duo Musette Brachiale. Dort ist die Mischung zwischen Tradition und Improvisation wichtigste Spielvorgabe.
Die Klarinette ist ein in den europäischen Kulturen weit verbreitetes Instrument. So beschäftigte er sich mit dieser Musik in zahlreichen Bands. 1997–2000 Jerewan, bulgarische-, serbische-, armenische-, seit 1998 Zotos Kompania, Rembetiko-, seit 1998 Nevzat Akpinar, türkische-, 2003–2009 Iki Dünya türkische, seit 2006 Dr. Schuherski Trio, Klesmer-, seit 2009 Caj, Balkan Musik. Seit 2004 ist er Mitglied im Alec Wilder Octett Mitglied und spielt mit Berliner Jazzmusikern zusammen.
Oft spielte er als Begleiter bei Liedermachern, seit 1992 mit Karsten Troyke und Trio Scho, 1996–2005 mit Hans-Eckardt Wenzel, 1998 mit Masen, 2000 bis 2003 mit Steffen Mensching, seit 2006 mit Spreefalter und seit 2008 mit Aurora Lacasa.
Außerdem arbeitet er oft am Theater als Musiker, 1992–1995 am Maxim-Gorki-Theater, 1998–2009 Kinderoper, Konzerthaus Berlin, 1998–1999 Grips-Theater, 2008 Staatstheater Cottbus, Theater Morgenstern Berlin.

## Diskographie
- 1989: „Lomp noch nit farloschn“, LP, CD, Aufwind
- 1991: „Gassn Singer“, CD, Aufwind
- 1993: „Ahava Raba“, CD, Ahava Raba
- 1993: „Ich will nicht länger warten“, CD, Norbert Bischoff
- 1995: „Awek di junge Jorn“, CD, Aufwind
- 1996: „Grüne Blätter“ CD, Karsten Troyke
- 1997: „Seltsame Heilige“, CD, Gerhard Schöne
- 1997: „Lied am Rand“, CD, Hans-Eckardt Wenzel
- 1997: „Kete Kuf“, CD, Ahava Raba
- 1998: „Prime Cuts“ CD, TFF Rudolstadt
- 1998: „Traurig in Sevilla“, CD, Hans-Eckardt Wenzel
- 1998: „Vergessene Lieder“, CD, Karsten Troyke
- 1999: „Schöner Lügen“, CD, LP, Hans-Eckardt Wenzel
- 2000: „Das muß ein Stück vom Himmel sein“, CD, Scarlett O´& the little big band
- 2000: „Pearls for a new century“, CD, TFF Rudolstadt,
- 2000: „Balkanblues & Kaukabilly“, CD, Jerewan
- 2000: „10 Jahre TFF“ CD, TFF Rudolstadt
- 2001: „Grünes Licht“, CD, Hans-Eckardt Wenzel
- 2001: „Halb und Halb“, DVD, Hans-Eckardt Wenzel
- 2001: „2001- A Folkodyssey“, CD, TFF Rudolstadt
- 2002: „Kabbalah Dream“, CD, Sadawi
- 2002: „Romantic Escapes“, CD, Martin C. Herberg
- 2002: „In Ejnem“, CD, Aufwind
- 2003, „Ticky Tock“, CD, Hans-Eckardt Wenzel
- 2004: „Lethargia“, CD, Zotos Kompania
- 2004: „Beyond Babylon“, CD, Sadawi
- 2004: „Live“, CD, Aufwind
- 2006: „Winterstimmen“, CD, Hans-Eckardt Wenzel
- 2006: „Himmelfahrt“, CD, Hans-Eckardt Wenzel
- 2006: „True love & high adventure“, CD, Martin C. Herberg
- 2006: „Tango oyf Yiddish“, CD, Karsten Troyke
- 2007: „Espoirs Perdus“, CD, Musette Brachiale
- 2007: „Live“, CD, Spreefalter
- 2008: „Modne Welt“, CD, Aufwind
- 2008: „Weihnachten in Frieden“, DVD, Aurora Lacasa
- 2009: „Around the corner in 80 minutes“, CD, Ian Melrose
- 2010: „Kiewer Tramway“, CD, Trio Sho
- 2011: „Beggars, Fools and Thieves“, SACD, Mckinley Black
- 2012: Live – Klezmer Konzert, CD, Karsten Troyke, nur Download Edition
- 2012: „Gran Bufet“, CD, Shmaltz
- 2012 Tango Oyf Yiddish Vol.2, Oriente Musik